# Plan lekcji
Plan lekcji (zwany również planem zajęć, rozkładem zajęć lub podziałem godzin) – odmiana harmonogramu, odnosząca się do zajęć szkolnych, który stanowi tablice następujących skoordynowanych ze sobą elementów. Plan lekcji zwykle powtarza się periodycznie w ustalonym okresie np. tygodniowym.
Plany lekcji mogą być bardzo proste jak w przypadku bardzo małych szkół oraz skomplikowane do ułożenia w przypadku dużych szkół z wieloma oddziałami i wspólną kadrą nauczycielską. Z kolei plany zajęć na uniwersytetach cechuje duża swoboda w doborze przedmiotów, które studenci mogą wybierać, co znacznie utrudnia ich tworzenie. W takich przypadkach konieczne jest wykorzystanie komputera, który pozwala zoptymalizować plan zajęć pod względem stawianych przed nim wymagań.

## Typy planów lekcji
W niektórych krajach, takich jak Polska, Chiny i Peru, uczniowie szkół średnich nie mogą wybierać przedmiotów, których chcą się uczyć, co znacznie ułatwia tworzenie planów lekcji. Uczniowie mogą przebywać w jednej sali lekcyjnej przez cały czas, podczas gdy nauczyciele przemieszczają się pomiędzy nimi.
W innych krajach, takich jak USA, szkoły funkcjonują w oparciu o system punktowy, a uczeń może wybrać przedmiot, którego chce się uczyć z grupy przedmiotów do wyboru.

## Warunki optymalizacyjne
Już w przypadku prostego planu lekcji może zaistnieć potrzeba użycia komputera po to, aby np. zminimalizować liczbę „okienek” dla nauczycieli lub zoptymalizować rozkład przedmiotów w tygodniu.
Zadanie utworzenia planu lekcji polega na uwzględnieniu listy warunków. Poniżej przytoczono przykładową listę takich warunków:
- zrównoważenie obciążenia uczniów przedmiotami aby np. uniknąć nagromadzenia trudnych przedmiotów w jednym dniu lub wszystkich godzin przedmiotu w jednym dniu,
- niektóre przedmioty muszą odbywać się w kilkugodzinnych blokach z uwagi na czas konieczny do przygotowania środowiska pracy lub czas trwania zajęć jak w przypadku laboratoriów, zajęć plastycznych i artystycznych,
- przyporządkowanie nauczycieli do przedmiotów, które mają poprowadzić na podstawie ich specjalizacji, możliwości i docelowego obciążenia,
- przyporządkowanie sal do jednostek lekcyjnych na podstawie wielkości tych sal, przeznaczenia (np. laboratorium, sala gimnastyczna, aula itd.),
- wymaganie dotyczące pozycji przedmiotów, np. ostatnie godziny lekcyjne w dniu dla zajęć gimnastycznych,
- łączenie przedmiotów różnych klas (np. wspólny wykład),
- rozłączne godziny dla dwóch kursów lub klas jeśli jeden uczeń może uczestniczyć w kilku kursach (uczęszczać na zajęcia innych klas),
- dostępność nauczycieli, uczniów, przedmiotów, sal w danym czasie; może dotyczyć całego dnia lub konkretnej godziny, (np. nauczyciele zatrudnieni na 1/2 etatu, uczniowie zaoczni, przedmioty wymagające trudno dostępnych pomocy naukowych, wynajmowane sale itp.),
- lokalizacje oddziałów jednej szkoły lub szkoły, które mają wspólnych nauczycieli lub udostępniają wspólne zasoby np. sale, pomoce naukowe; konieczne może być uwzględnienie czasu przemieszczania się pomiędzy takimi lokalizacjami przez nauczycieli i uczniów, zoptymalizowanie tego czasu, uwzględnienie różnych godzin zajęć lekcyjnych w różnych lokalizacjach,
- zajęcia wieczorowe, rezerwacja sal itp,
- niektóre przedmioty mogą być prowadzone rotacyjnie np. pierwsze pół roku 2 godziny plastyki tygodniowo w klasie 8A zamienia się na 2 godziny muzyki w drugim półroczu,
- przydział sal do przedmiotu, nauczyciela lub klasy powinien być w miarę możliwości stały tzn. w miarę możliwości ta sama sala powinna być przydzielona, aby zmniejszyć rotację nauczycieli, uczniów pomiędzy salami lub umożliwić zlokalizowanie pomocy naukowych dla danego przedmiotu w jednej sali,
- w przypadku braków kadrowych, braku dyspozycyjności nauczycieli lub konieczności zmniejszenia ich obciążenia może być wskazane przyporządkowanie kilku nauczycieli do jednego przedmiotu, jest to jednak wyjątkowo niekorzystne dla uczniów i powinno być uważane za rzecz niepożądaną,
- zajęcia dodatkowe dostępne w czasie wolnym od normalnych zajęć szkoły np. w przerwie obiadowej, przed lekcjami lub po lekcjach,
- minimalizacja „okienek” dla nauczycieli lub uczniów,
- kolejność przedmiotów,
- zajęcia poranne, popołudniowe, jeśli istnieje konieczność pracy szkoły na zmiany.